# 良田站
良田站是一个京广线上的铁路车站，位于湖南省郴州市良田镇，建于1936年，目前为四等站，邮政编码为423000。之前业务：
- 客运：办理旅客乘降；行李、包裹托运；
- 货运：办理整车、零担货物发到。[1]